# Karin Jäger
Karin Jäger (Korbach, 31 luglio 1961) è un'ex fondista tedesca occidentale.

## Biografia
In Coppa del Mondo esordì nella gara inaugurale del 9 gennaio 1982 a Klingenthal (11ª) e ottenne l'unico podio il 28 marzo successivo a Štrbské Pleso (3ª).
In carriera prese parte a tre edizioni dei Giochi olimpici invernali, Lake Placid 1980 (32ª nella 5 km, 26ª nella 10 km), Sarajevo 1984 (33ª nella 10 km, 19ª nella 20 km) e Calgary 1988 (28ª nella 5 km, 24ª nella 10 km, 35ª nella 20 km), 11ª nella staffetta), e a una dei Campionati mondiali, Oslo 1982 (10ª nella 20 km) il miglior risultato).

## Palmarès

### Coppa del Mondo
- Miglior piazzamento in classifica generale: 8ª nel 1982
- 1 podo (individuale[1]):
  - 1 terzo posto